# Eradan
En el universo imaginario de J. R. R. Tolkien y en los apéndices de la novela El Señor de los Anillos, Eradan fue el segundo Senescal Regente de Gondor. Nacido en el año 1999 de la Tercera Edad del Sol, es hijo de Mardil. Su nombre es sindarin y puede traducirse como «hombre solitario». 
Eradan es el primer senescal que rigió en la época dominada por la Paz Vigilante y es el primero en usar un nombre sindarin. Sucedió a su padre en el año 2080 T. E. y gobernó Gondor durante treinta y seis años. Murió en el año 2116 T. E. y lo sucedió su hijo Herion.